# Paramelaconita
La paramelaconita es un mineral de la clase de los minerales óxidos de composición Cu1+2Cu2+2O3.
Fue descubierto en 1891 en una mina cercana a Bisbee en el condado de Cochise (Arizona, Estados Unidos). George Augustus Koenig le asignó su nombre utilizando el prefijo griego παρά (para, «cercano») y «melaconita» (otro nombre de la tenorita, CuO), por su composición cercana a la de este mineral.

## Propiedades
La paramelaconita es opaca, de color negro a veces con un tinte púrpura, y de brillo subadamantino o graso.
Con luz reflejada su coloración es blanca con un tinte pardo rosáceo.
De dureza 4,5 en la escala de Mohs, tiene una densidad de entre 5,9 y 6,04 g/cm³.
Químicamente es un óxido simple de cobre, anhidro, cuyo contenido en este metal es cercano al 80%.
Es soluble en ácidos, álcalis, hidróxido amónico y sales de amonio.
Cristaliza en el sistema tetragonal, clase ditetragonal dipiramidal.

## Morfología y formación
La paramelaconita forma cristales prismáticos, pudiendo estar muy estriados, pero más frecuentemente tiene hábito masivo.
Es un mineral secundario que se encuentra en las zonas oxidadas de depósitos de cobre hidrotermales.
Suele aparecer asociado a cuprita, tenorita, connellita, malaquita, goethita, crisocola, pancheíta, dioptasa o atacamita.

## Yacimientos
Estados Unidos cuenta con depósitos de paramelaconita en la mina Copper Queen (Arizona), localidad tipo de este mineral, así como en la mina Mass (Míchigan).
Este mineral está presente también en Silverton (Nueva Gales del Sur, Australia).
Otros yacimientos se encuentran en Spielberg (Estiria, Austria), Radlin (Silesia, Polonia), Skouriotissa (Chipre) y minas Plaka (Ática, Grecia).